# Tucatjával olcsóbb 2.
A Tucatjával olcsóbb (eredeti cím: Cheaper by the Dozen 2) 2005-ös amerikai filmvígjáték, melyet a 20th Century Fox készített. A film 2003-as Tucatjával olcsóbb című film folytatása. A főszerepben Steve Martin, Bonnie Hunt, Hilary Duff, Piper Perabo, Alyson Stoner és Tom Welling látható.
A filmet 2005. december 21-én mutatták be az Egyesült Államokban. Általánosságban negatív véleményeket kapott a kritikusoktól, világszerte pedig 135 millió dolláros bevételt ért el.

## Rövid történet
Bakerék egy nyolcgyermekes rivális családdal találják szembe magukat, miközben nyaralni mennek.

## Szereplők
- Tom Baker – Steve Martin (Józsa Imre)
- Jimmy Murtaugh – Eugene Levy (Szersén Gyula)
- Kate Baker – Bonnie Hunt (Spilák Klára)
- Charlie Baker – Tom Welling (Markovics Tamás)
- Nora Baker-McNulty – Piper Perabo (Solecki Janka)
- Sarina Murtaugh – Carmen Electra (Kökényessy Ági)
- Anne Murtaugh – Jaime King (Böhm Anita)
- Lorraine Baker – Hilary Duff (Haffner Anikó)
- Eliot Murtaugh – Taylor Lautner (Halasi Dániel)
- Sarah Baker – Alyson Stoner (Czető Zsanett)
- Bud McNulty – Jonathan Bennett (Karácsonyi Zoltán)
- Jake Baker – Jacob Smith (Czető Roland)
- Jessica Baker – Liliana Mumy (Kántor Kitty)
- Kim Baker – Morgan York (Talmács Márta)
- Henry Baker – Kevin G. Schmidt (Baráth István)
- Mark Baker – Forrest Landis (Jelinek Márk)
- Nigel Baker – Brent Kinsman (Czető Ádám)
- Kyle Baker – Shane Kinsman (Penke Bence)
- Mike Baker – Blake Woodruff (Penke Soma)
- Kenneth Murtaugh – Alexander Conti (Váradi Márk)